# Madrie Le Roux
Madrie Le Roux (* 19. April 1995 in Uitenhage) ist eine ehemalige südafrikanische Tennisspielerin.

## Karriere
Le Roux begann mit sechs Jahren das Tennisspielen und bevorzugt Hartplätze. Sie spielt überwiegend auf der ITF Women’s World Tennis Tour, wo sie bislang sieben Titel im Doppel gewinnen konnte.
2011 erhielt sie für das Hauptfeld der Soweto Open, einem mit 100.000 US-Dollar dotierten ITF-Turnier eine Wildcard, verlor aber bereits ihr erstes Spiel gegen Oksana Kalaschnikowa mit 2:6 und 1:6.
Bei den US Open 2012 trat sie sowohl im Juniorinneneinzel als auch mit Rasheeda McAdoo im Juniorinnendoppel an, schied aber in beiden Wettbewerben bereits in der ersten Runde aus.
Bei den Australian Open 2013 trat sie sowohl im Einzel als auch mit Ilze Hattingh im Doppel an, wo sie aber in beiden Wettbewerben wiederum jeweils bereits in der ersten Runde ausschied.
2011 debütierte Le Roux in der südafrikanischen Fed-Cup-Mannschaft, wo sie auch 2012 bis 2019 eingesetzt wurde und bei 26 Spielen 16 Siege zu verzeichnen hat, davon drei im Einzel und 13 im Doppel.
Le Roux wird seit November 2017 nicht mehr in den Weltranglisten geführt, sie bestritt ab November 2017 im Jahr 2018 nur noch Turniere im südlichen Afrika. Dabei erreichte sie 2017 im madagassischen Antananarivo mit Liniques Theron das Finale im Doppel.

## Turniersiege

### Doppel
| Nr. | Datum             | Turnier             | Kategorie   | Belag     | Partnerin       | Finalgegnerinnen                             | Ergebnis         |
| --- | ----------------- | ------------------- | ----------- | --------- | --------------- | -------------------------------------------- | ---------------- |
| 1.  | 29. Juni 2013     | Scharm asch-Schaich | ITF $10.000 | Hartplatz | Mai El Kamash   | Julija Waletowa Polina Monowa                | 6:2, 2:6, [10:1] |
| 2.  | 26. Juli 2014     | Scharm asch-Schaich | ITF $10.000 | Hartplatz | Ilze Hattingh   | Alina Mikheeva Linda Prenkovic               | 6:1, 7:63        |
| 3.  | 27. Juni 2015     | Grand Baie          | ITF $10.000 | Hartplatz | Ilze Hattingh   | Snehadevi S Reddy Dhruthi Tatachar Venugopal | 6:2, 6:4         |
| 4.  | 7. November 2015  | Stellenbosch        | ITF $10.000 | Hartplatz | Erika Vogelsang | Valeria Bhunu Lesedi Jacobs                  | 7:66, 6:2        |
| 5.  | 21. November 2015 | Stellenbosch        | ITF $10.000 | Hartplatz | Ilze Hattingh   | Katharina Hering Naomi Totka                 | 6:1, 7:65        |
| 6.  | 20. Februar 2016  | Scharm asch-Schaich | ITF $10.000 | Hartplatz | Ilze Hattingh   | Oana Georgeta Simon Dschulija Tersijska      | 6:1, 6:2         |
| 7.  | 12. November 2016 | Stellenbosch        | ITF $10.000 | Hartplatz | Ilze Hattingh   | Valeria Bhunu Linnea Malmqvist               | 6:1, 6:2         |